# Urheilupuisto
Het Urheilupuisto is een multifunctioneel stadion in Turku, een stad in Finland. Het stadion ligt daar in het Sportpark Turku, waar nog veel meer faciliteiten voor sportevenementen zijn aangelegd. De voetbalclubs Turun Palloseura, Åbo IFK, Turku Trojans en Turun Pallokerho maken gebruik van dit stadion. In het stadion is plaats voor 2.675 toeschouwers. Het stadion werd geopend in 1928.